# Pseudephyra
Pseudephyra là một chi bướm đêm thuộc họ Noctuidae.

## Các loài
- Pseudephyra straminea Butler, 1886